# Coupe Spengler 1977
Navigation
Édition précédente Édition suivante
La Coupe Spengler 1977 est la 51e édition de la Coupe Spengler. Elle se déroule en décembre 1977 à Davos, en Suisse.

## Règlement du tournoi
Les équipes sont regroupés au sein d'un seul groupe. Les équipes jouent un match contre chacune des autres équipes. Le premier de la poule est déclaré vainqueur de la Coupe Spengler.

## Résultats des matchs et classement
| Clt   | Équipe        | PJ | V | D | N | BP | BC | Pts |
| ----- | ------------- | -- | - | - | - | -- | -- | --- |
| +001, | SKA Leningrad | 4  | 3 | 1 | 0 | 18 | 10 | 6   |
| +002, | Dukla Jihlava | 4  | 3 | 1 | 0 | 16 | 7  | 6   |
| +003, | AIK IF        | 3  | 1 | 1 | 1 | 11 | 9  | 3   |
| +004, | Cologne EC    | 4  | 1 | 2 | 1 | 10 | 19 | 3   |
| +005, | Suisse        | 3  | 0 | 3 | 0 | 8  | 18 | 0   |

- Vainqueur de la compétition